# Nœud bordant
Un nœud bordant est un type de nœud mathématique.

## Définitions
En théorie des nœuds, un nœud est un cercle inclus dans la 3-sphère :
{\displaystyle S^{3}=\{\mathbf {x} \in \mathbb {R} ^{4}\mid |\mathbf {x} |=1\}}
Cette 3-sphère peut être considérée comme le contour de la boule de rayon 1 et de dimension 4 :
{\displaystyle B^{4}=\{\mathbf {x} \in \mathbb {R} ^{4}\mid |\mathbf {x} |\leq 1\}.}
Un nœud {\displaystyle K\subset S^{3}} est dit bordant s'il délimite un disque D, de dimension 2, « bien intégré » dans la 4-boule {\displaystyle B^{4}}.
Ce que l'on entend par « bien intégré » dépend du contexte : il existe différents termes pour différents types de nœuds bordants. Si le disque D est plongé dans la 4-boule via une fonction lisse, alors K est à bord régulier.  Si D n'est plongé que de façon localement plate dans la 4-boule, (ce qui est une hypothèse plus faible), alors K est un nœud topologiquement bordant.

## Exemples
La liste suivante est la liste de tous les nœuds bordants comprenant 10 intersections ou moins; cette liste a été créée en utilisant The Knot Atlas : 
{\displaystyle 6_{1}}, {\displaystyle 8_{8}}, {\displaystyle 8_{9}}, {\displaystyle 8_{20}}, {\displaystyle 9_{27}}, {\displaystyle 9_{41}}, {\displaystyle 9_{46}}, {\displaystyle 10_{3}}, {\displaystyle 10_{22}}, {\displaystyle 10_{35}}, {\displaystyle 10_{42}}, {\displaystyle 10_{48}}, {\displaystyle 10_{75}}, {\displaystyle 10_{87}}, {\displaystyle 10_{99}}, {\displaystyle 10_{123}}, {\displaystyle 10_{129}}, {\displaystyle 10_{137}}, {\displaystyle 10_{140}}, {\displaystyle 10_{153}} et {\displaystyle 10_{155}}.

## Propriétés
Chaque nœud de ruban (en) est à bord régulier.
Ralph Fox se demandait si chaque nœud à bord régulier était un nœud de ruban.
La signature (en) d'un nœud bordant est nulle.
Le polynôme d'Alexander d'un nœud bordant est le produit :
{\displaystyle f(t)f(t^{-1})}
où {\displaystyle f} est un polynôme à coefficients entiers. C'est ce qu'on nomme la condition Fox–Milnor.

## Voir également
- Genre de bord (en)
- Lien de bord (en)